# Джани Ватимо
Джани Ватимо (на италиански: Gianteresio Vattimo, известен като Gianni Vattimo) е италиански философ и общественик с международна известност. Ватимо е измежду важните интерпретатори на Ницше и Хайдегер. Сред постоянните му теми са модерността, философската херменевтика (той минава за един от най-известните ученици на Гадамер) и постмодернизмът.

## Биография
Роден е на 4 януари 1936 година в Торино, Италия. Следва философия в местния университет, където между преподавателите му е Луиджи Парейсон, философ екзистенциалист. Дипломира се през 1959 г. и по-нататък специализира в Германия при Карл Льовит и Ханс-Георг Гадамер. От 1969 има професура в Торинския университет, най-напред по естетика, а по-късно по обща философия. Гостува като преподавател и в редица американски университети.
Бил е член на радикалната партия (Partito Radicale), на левите демократи и по-късно се присъединява към Комунистическата партия. От 1999 до 2004 г. и след 2009 е представител в Европейския парламент. Активно сътрудничи на медиите и по подобие на интелектуалци, като Умберто Еко или Бепе Севернини, е известен колумнист – пише за „Стампа“ и за „Унита“.
Книгите му са превеждани на английски и почти всички европейски езици.
Ватимо е католик и открит гей. Умира от усложнения възникнали при Паркинсоново заболяване, от което страдал в последните години. 

## Признание
- Награда „Хана Аренд“ (2002)